# Meroka

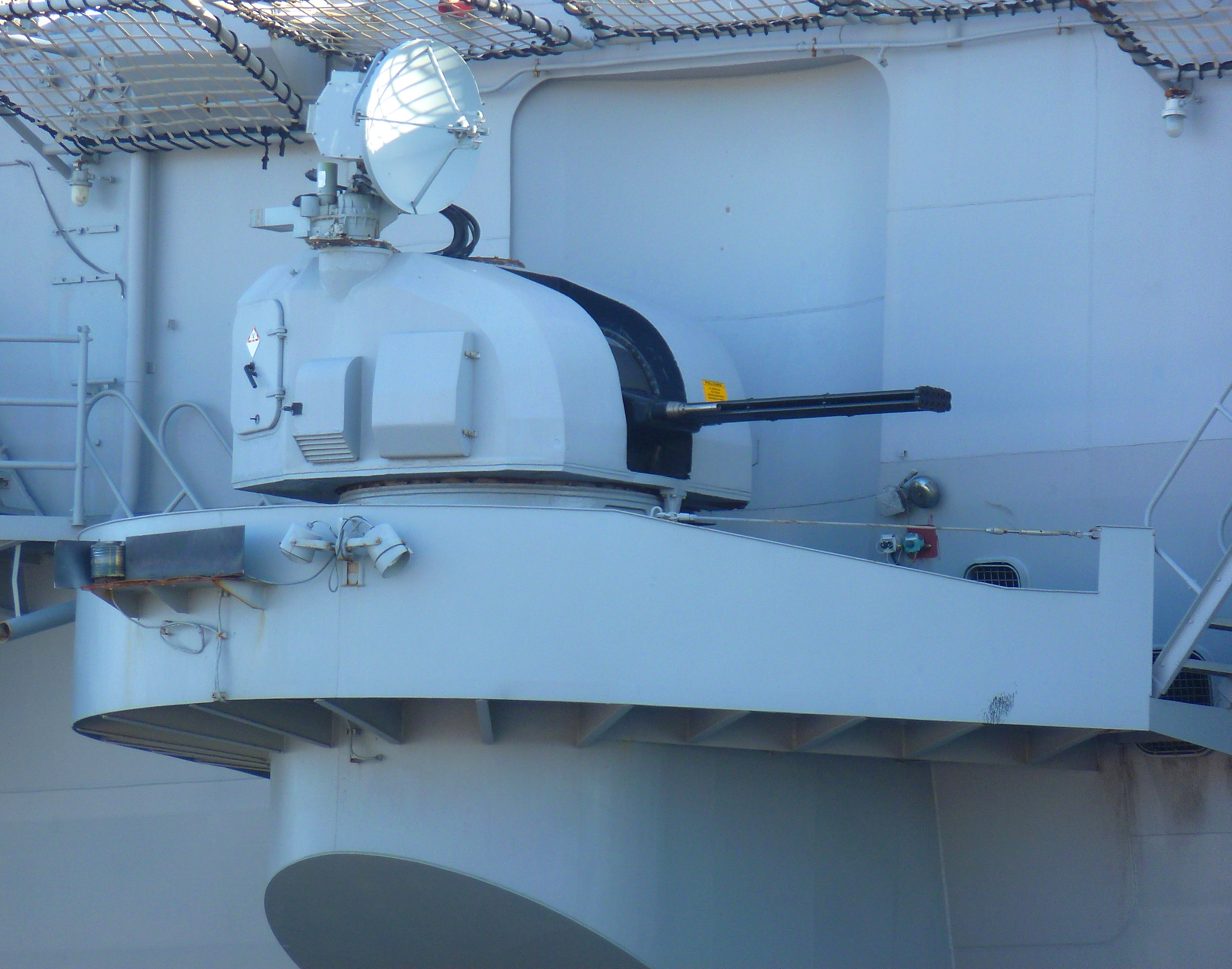
Meroka na španělské letadlové lodi Príncipe de Asturias

Meroka je zbraňový systém krátkého dosahu (CIWS: Close-in weapon system) španělské zbrojovky FABA, který používá Španělské námořnictvo. Jedná se o dvanáctihlavňový kanón Oerlikon ráže 20 mm a délce hlavně 120 ráží. Hlavně jsou umístěné ve dvou řadách nad sebou po šesti hlavních. Hlavním cílem tohoto systému je obrana válečných lodí proti protilodním řízeným střelám. Může být ale používán i proti letadlům, vrtulníkům, malým lodím, pobřežním cílům či minám. Systém používá především španělské námořnictvo a to na plavidlech minimálně o velikosti raketové fregaty.

## Popis
Oproti rotačním kanónům koncepce Gatling, používá Meroka dvanáct samostatných hlavní, které střílí jednotlivě či v salvách. Původně Meroka používala externí radar, ale pozdější varianty dostaly namontován radar Lockheed Electronics PVS-2 Sharpshooter, který je umístěný na střeše věže. Radar je schopen zaměřit cíl na vzdálenost 5 000 metrů, přičemž Meroka má být schopna prvního zásahu na vzdálenost 1 500 metrů a zničení cíle do 500 metrů. Poslední varianty mají i optické zaměřování pro případ elektronického rušení. Novější verze jsou také vybaveny izraelským infračerveným značkovačem Indra.
Španělské námořnictvo uvádí, že systém je schopen jedním výstřelem všech hlavní zničit cíl s pravděpodobností 87%.

## Specifikace
- Kanón: Oerlikon 20 mm/120.
- Váha: 4 500 kg
- Elevace: -15 / +85 stupňů
- Odměr: 360 stupňů
- Úsťová rychlost: 1 290 m/s
- Rychlost palby: 1 440 za minutu (při střelbě všech hlavní)
- Munice: 720 nábojů celkem, 60 na hlaveň
- Dosah: Efektivní s nábojem APDS-T průměrně 1 500–2 000 m
- Vyhledávací a zaměřovací systém: radar Lockheed Electronics PVS-2 Sharpshooter, infračervený zaměřovač Indra